# Estación de Oiã
La Estación Ferroviaria de Oiã, más conocida como Estación de Oiã, es una plataforma ferroviaria de pasajeros de la línea del Norte, que sirve a parroquias de Oiã, en el Distrito de Aveiro, en Portugal.

## Historia

### Inauguración
Aunque el tramo en el cual esta plataforma se incluye, entre Estarreja y Taveiro, hubiese entrado en servicio el 10 de abril de 1864, la estación fue inaugurada el 31 de marzo de 1957; la ceremonia incluyó un banquete, varios discursos, y una misa, en la cual se bendijeron los edificios de la estación y el material circulante.

## Características

### Localización y accesos
Se encuentra junto a la localidad de Oiã, con acceso por la calle de la Comisión de Mejoras.

### Descripción física
En enero de 2011, poseía dosvías de circulación, con 2.503 y 2.379 metros de longitud, y dos plataformas, con 190 y 191 metros de extensión, teniendo ambas 55 centímetros de altura.